# Mechtild von Dießen

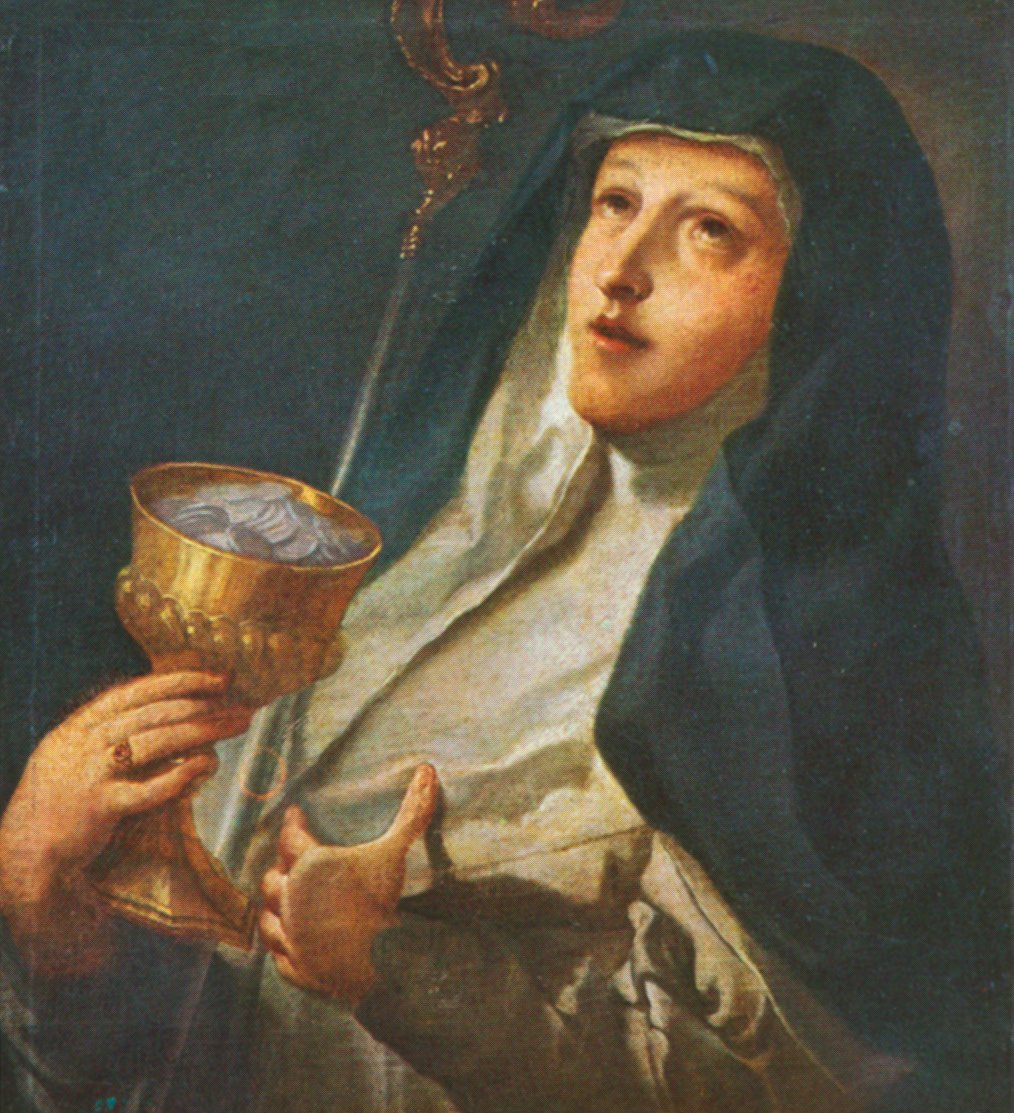
Fresko (1710) in der Pfarrkirche Edelstetten: Mechthild mit dem Hl. Augustinus

Mechtild von Dießen, auch Mechthild(is) von Dießen und Mathilde von Andechs, (* um 1125; † 31. Mai 1160 in Dießen am Ammersee) war Augustiner-Chorfrau und Äbtissin von Edelstetten.

## Leben
Mechthild war die Tochter des Grafen Berthold II. von Andechs. Sie hatte sechs Geschwister bzw. Halbgeschwister, darunter  Berthold III. von Andechs († 1188), Otto VI. von Andechs († 1196, Bischof von Brixen und von Bamberg) und Euphemia († 1180, Äbtissin von Kloster Altomünster). Im Alter von fünf Jahren wurde sie in das damalige Kanonissenstift St. Stephan in St. Georgen (Dießen) aufgenommen.
Mechthild wurde später Novizenmeisterin des Stiftes. 1153 schickte Papst Anastasius IV. sie als Äbtissin in die Abtei Edelstetten. Diese sollte sie reformieren, da der Zustand von Konvent und Klosteranlage zu wünschen übrig ließ. Glücklos und kränkelnd kehrte sie sechs Jahre später nach Dießen zurück, wo sie kurz darauf verstarb.

## Verehrung
Schon zu Lebzeiten stand Mechthild im Ruf einer Heiligen. Um 1200 wurde ihre Vita verfasst. 1468 erfolgte die Erhebung ihrer Gebeine und es entstand ein Mechthildskult, der auch heute noch in der Ammerseeregion anzutreffen ist. Ihre geschmückten Gebeine werden in einem Glasschrein im Marienmünster Dießen aufbewahrt.

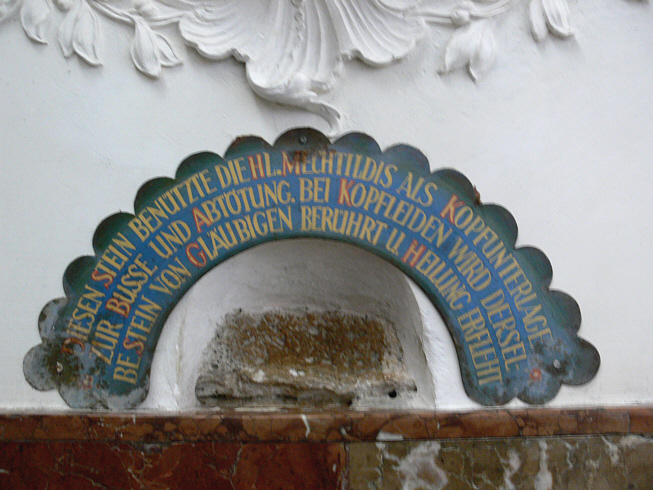
Mechtildisstein

Sie wird als Patronin gegen Gewitter angerufen. Im Vorraum der ehemaligen Stiftskirche ist ein sogenannter Mechtildisstein ausgestellt, auf dem die Selige sich der Überlieferung nach ausruhte. Das Berühren des Steins hilft dem Volksglauben nach gegen Kopfschmerzen.
Der Festtag der Mechthild im Orden ist der 6. Juli.